# The Bangkok Post
The Bangkok Post es un periódico publicado en inglés en Bangkok (Tailandia). Con una tirada de 75.000 ejemplares diarios se trata del diario de mayor circulación en el país. El primer ejemplar se publicó el 1 de agosto de 1946 lo que lo convierte en el segundo periódico más antiguo publicado en Tailandia.

## Historia
The Bangkok Post fue fundado el 1 de agosto de 1946 por el periodista norteamericano Alexander MacDonald, antiguo oficial de la Oficina de Servicios Estratégicos, para hacer frente a la influencia de la Unión Soviética en el sudeste asiático. La inversión inicial para el periódico provenía de fondos del Departamento de Estado de Estados Unidos.
Bajo la dirección de MacDonald el periódico sin embargo actuó con una línea editorial independiente y acogió a jóvenes periodistas en el proyecto como Peter Arnett y T.D. Allman. En la década de 1950 MacDonald abandonó la dirección y se ocupó de ella Roy Thomson. El director actual es Kowit Sanandang. 
Aunque la censura periodística haya sido un fenómeno cotidiano en el sudeste de Asia el Bangkok Post siempre ha estado relativamente libre en su trabajo. En 2018 se despidió a su hasta entonces editor, Umesh Pandey, quien denunció presiones para moderar su línea editorial crítica sobre el gobierno de Tailandia frente a denuncias de mala gestión. Respecto a su línea editorial existen algunas restricciones menores en la actualidad:
1. Respeto a la monarquía en Tailandia se concede y deben ser respetados incluso por los órganos de prensa locales.
2. Por otra parte no es apropiado acusar a altos representantes del gobierno directamente a la corrupción.
3. Durante la guerra de Vietnam estaba prohibido informar sobre las operaciones de la Fuerza Aérea de Estados Unidos que operaba desde Tailandia a Vietnam, Laos y Camboya.